# Красная зона
«Красная зона» (фр. Zone rouge) — французский художественный фильм, снятый в 1986 году режиссёром Робером Энрико по роману Ж.-Ж. Арно «Сожгите всех!».

## Сюжет
Клэр Руссо едет в город к своему бывшему мужу. Муж отравился городской питьевой водой, и она спешит, чтобы помочь ему. Но по прибытии она становится свидетелем, как город полностью уничтожается поджигателями. Официальные власти заявляют о случайном взрыве газа, и Клэр начинает расследование причин случившегося, вступая в борьбу с могущественными силами.

## В ролях
- Сабин Азема — Клер Руссе
- Ришар Анконина — Джефф Монтелье
- Элен Сюржер — мать Клер
- Жак Ноло — Пьер Руссе
- Жан Буиз — Антуан Сенешаль
- Пьер Фреже — Фабьен Руссе
- Доминик Реймон — Натали Шейлар
- Тьерри Роде — Ваниан
- Жан Рено — охранник
- Патрик Перес — Малаки
- Бернар Фрейд — директор компании
- Жан-Пьер Баго — Луи Машабер
- Филипп Ваше — журналист канала FR3
- Кристиан Перейра — химик Жерар
- Жан-Пьер Биссон — комиссар Мерсье
- Анри Вийон — префект полиции
- Даниэль Лангле — судья Пейрак

## Дубляж студииЛенфильм
- Владимир Осипчук
- Светлана Смирнова
- Елена Павловская
- Владимир Ерёмин
- Юрий Соловьёв

## Съёмочная группа
- Режиссёр: Робер Энрико
- Авторы сценария: Робер Энрико, Ален Скофф
- Оператор: Дидье Таро
- Художник: Жан-Клод Галлуэн
- Композитор: Габриэль Яред
- Монтаж: Патрисия Нени